# Tucapel
Tucapel (Mapudungún: compuesta por tukén, forma de thunan, 'coger', 'aprisionar', y por pele, 'el barro'. Barro aprisionado, retenido ) es una comuna y ciudad de la zona central de Chile, ubicada en la provincia de Biobío, en la región del mismo nombre. Cerca del pueblo de Tucapel se encuentra el Fuerte San Diego de Tucapel. Su cabecera es la ciudad de Huépil.

## Toponimia
La ciudad recibe el nombre del fuerte San Diego de Tucapel, el cual se construyó como una reubicación del fuerte Tucapel ubicado en la ciudad de Cañete, donde había ocurrido la batalla del mismo nombre, donde murió el gobernador de Chile, Pedro de Valdivia.

## Historia
En 1724, el gobernador Gabriel Cano de Aponte mandó trasladar el fuerte Tucapel, ubicado en la actual Cañete, hacia el otro lado de la cordillera de Nahuelbuta, debido a los repetidos ataques de los mapuches, hasta que hizo despoblar y demoler el antiguo emplazamiento.
Tucapel es de fundación antigua en el país, perteneciente originalmente a la provincia de Rere, en cuyo distrito existían tres plazas de armas: Talcamávida, Yumbel y Tucapel. Fue trasladada a las inmediaciones de la ribera septentrional del río Laja por el Gobernador Gabriel Cano de Aponte en 1724, para pasar a formar parte de la señalada provincia.
Huépil por su parte es cabecera Comunal, su auge se desarrolla con la instalación de la Estación de Ferrocarriles en el mismo poblado, en la construcción del proyecto Ferroviario Trasandino de 1906, como parte del ramal Monte Águila- Polcura y la migración de gran cantidad de obreros agrícolas, extrabajadores de la Hacienda Rucamanqui.
Fue asentada en su actual ubicación en 1855, después que en 1821 fue quemado el fuerte original fundado en 1724 a unos 3 km hacia el E. del pueblo actual. 
Desde 1927 hasta 1976 perteneció al departamento de Yungay en la provincia de Ñuble. 
Las principales actividades económicas de la comuna son el comercio, la agricultura y las plantaciones forestales.

## Medio ambiente

### Geomorfología y componentes abióticos

Trazado simplificado de los ecosistemas y cuerpos de agua presentes en la comuna de Tucapel.

La comuna de Tucapel se encuentra emplazada en las unidades geomorfológicas de Cordillera andina de retención crionival, Llano central fluvio-glacio-volcanico y Precordillera; y presenta según la clasificación climática de Köppen clima mediterráneo de lluvia invernal (Csb), clima mediterráneo de lluvia invernal de altura (Csb (h)), clima mediterráneo frío de lluvia invernal (Csc) y clima templado lluvioso con leve sequedad estival (Cfb (s)). Esta además se halla entre las cuencas hidrográficas de río Biobío y río Itata. Además, la comuna posee diversos cuerpos de agua, entre los que se destacan el lago Rucamanqui, laguna Manco y laguna Trupán; y río Cholguán, río de Las Astas, río Huépil, río Itata, río Laja, río Las Papas, río Manco, río Pichipolcura y río Renico.

### Componentes bióticos
Dentro del territorio de la comuna se pueden hallar los siguientes ecosistemas:
- Bosque caducifolio mediterráneo donde predominan Nothofagus obliqua y Persea lingue (En peligro crítico)
- Bosque caducifolio mediterráneo interior donde predominan Nothofagus obliqua y Cryptocarya alba (En peligro crítico)
- Bosque caducifolio mediterráneo-templado andino donde predominan Nothofagus alpina y Nothofagus obliqua (Vulnerable)
- Bosque caducifolio mediterráneo-templado andino donde predominan Austrocedrus chilensis y Nothofagus obliqua (Vulnerable)
- Bosque caducifolio mediterráneo-templado andino donde predominan Nothofagus pumilio y Nothofagus obliqua (Vulnerable)
- Bosque caducifolio templado andino donde predominan Nothofagus pumilio y Azara alpina (Vulnerable)
- Matorral bajo templado andino donde predominan Discaria chacaye y Berberis empetrifolia (Vulnerable)

### Medidas de protección ambiental y conflictos socioambientales
Hasta 2022, la comuna de Tucapel cuenta con las siguientes zonas que poseen algún nivel de protección ambiental:
- Corredor Nevados de Chillán - Laguna del Laja (Reserva Biósfera)[13]
- Fundo Rucamanqui (Iniciativa de Conservación Privada)[14]
- Reserva Forestal Ñuble (Reserva Forestal)[15]
- río Polcura (Sitios ERB)[16]

## Administración

### Municipalidad
La Municipalidad de Tucapel para el periodo 2024-2028 es dirigida por el alcalde Jaime Veloso Jara (Renovación Nacional) y el concejo municipal conformado por los concejales:
- Felipe Andrés Altamirano Riquelme (Independiente)
- Patricio Manosalva Henríquez (Renovación Nacional)
- Tania Valeska Villalobos Anabalón (Frente Amplio)
- Jimena Cares Tobar (Democracia Cristiana)
- Juan Ñancupil Soto (Renovación Nacional)
- Luis Godoy Bizama (Renovación Nacional)

### Representación parlamentaria
Tucapel forma parte de la Circunscripción Senatorial X y del Distrito Electoral 21. Es representada en la Cámara de Diputados del Congreso Nacional por los siguientes diputados:
- Flor Weisse Novoa (Unión Demócrata Independiente)
- Karen Andrea Medina Vásquez (Partido de la Gente)
- Joanna Pérez Olea (Partido Demócrata Cristiano)
- Cristóbal Urruticoechea Ríos (Partido Republicano de Chile)
- Clara Inés Sagardía Cabezas (IND - Convergencia Social)

En el Senado, la representan:
- Sebastián Keitel Bianchi (Evolución Política)
- Enrique Van Rysselberghe Herrera (Unión Demócrata Independiente)
- Gastón Saavedra Chandía (Partido Socialista de Chile)

## Economía
En 2018, la cantidad de empresas registradas en Tucapel fue de 127. El Índice de Complejidad Económica (ECI) en el mismo año fue de -0,93, mientras que las actividades económicas con mayor índice de Ventaja Comparativa Revelada (RCA) fueron Alquiler de Otros Efectos Personales y Enseres Domésticos (468,37), Fabricación de Productos de Fibrocemento y Asbestocemento (79,73) y Cultivo de Trigo (32,75).

## Lugares de interés
Las principales zonas turísticas son los balnearios de los ríos: Cholguán (Itata), Laja y Huépil muy apropiados para la pesca deportiva y las lagunas: El Manco ubicado en la cordillera de la localidad de Polcura, por su parte la localidad de Trupán, cuenta con la laguna del mismo nombre.
También destaca el Fuerte de Tucapel, fortaleza española construida en 1724, ubicada 1 km hacia el Sur Este de la Plaza de la localidad de Tucapel.
El Puente Los Troncos a la entrada Poniente de la localidad de Huépil, junto al Puente de Arco, ubicado en el camino Huépil- Trupán, son estructuras aún en buen estado de conservación, testigos del paso del ferrocarril que inició su recorrido en 1906 desde la estación de Monte Águila hasta la localidad de Polcura (el proyecto original era un tren Trasandino que llegase a la provincia de Neuquén).
En el cruce Trupán-Rucamanqui, al Oriente de Huépil se encuentra dispuesto un monolito de cemento y piedra, el cual data de los años 1920, este indicaba el cruce de caminos antes mencionado e instalado por el Ministerio de Obras Públicas de la época.